# Toni-Luisa Reinemann
Toni-Luisa Reinemann (* 31. Mai 2001 in Helmstedt) ist eine deutsche Handball- und Beachhandballspielerin, die auch in beiden deutschen Nationalmannschaften spielt.

## Karriere

### Hallenhandball
Reinemann begann das Handballspielen beim MTV Warberg. Im Jahre 2014 wechselte die Rückraumspielerin zur JSG Weyhausen/Tapenbeck/Fallersleben, aus der ein Jahr später die JSG Allertal hervorging. Mit der C-Jugend der JSG Allertal wurde sie 2016 niedersächsische Vize-Meisterin. Beim Finalturnier wurde sie in das All-Star-Team gewählt. Anschließend schloss sich Reinemann dem VfL Oldenburg an, bei dem sie fortan in der B-Jugend spielte. Später lief die niedersächsische Auswahlspielerin beim VfL in der A-Jugend Bundesliga sowie mit der 2. Mannschaft in der 3. Liga auf.
Als zum Start der Saison 2019/20 der ersten Frauenmannschaft des VfL Oldenburg verletzungsbedingt mehrere Spielerinnen nicht zur Verfügung standen, wurde Reinemann erstmals beim Bundesligaauftakt gegen Borussia Dortmund in den Kader berufen. Eine Woche später erzielte sie gegen den Thüringer HC ihre beiden ersten Bundesligatreffer. Da laut den Statuten der Bundesliga volljährige Spielerinnen ohne Vertragsbindung nur vier Mal in einer Saison eingesetzt werden dürfen, unterschrieb Reinemann im Oktober 2019 einen bis zum Saisonende gültigen Profivertrag. In der Saison 2023/24 wurde sie mit 179 Treffern Torschützenkönigin der Bundesliga.
Reinemann bestritt am 12. Oktober 2023 ihr Länderspieldebüt für die deutsche Nationalmannschaft. Bei der Weltmeisterschaft 2023, die sie mit Deutschland auf dem sechsten Platz abschloss, erzielte sie einen Treffer.

### Beachhandball
Toni-Luisa Reinemann läuft für die Mannschaft Beach Chiller auf. Bei der deutschen Beachhandballmeisterschaft 2018 wurde sie zur besten Angriffsspielerin des Turniers gekürt. Im selben Jahr nahm Reinemann mit der deutschen U18-Nationalmannschaft an der U18-Beachhandballeuropameisterschaft teil, bei der sie mit Deutschland die Bronzemedaille gewann. Mittlerweile läuft Reinemann für die deutsche Beachhandballnationalmannschaft auf, mit der sie an der Beachhandball Euro 2019 teilnahm. Bei diesem Turnier war sie mit 62 Punkten die erfolgreichste Scorerin des deutschen Teams.